# Степанова Тетяна Володимирівна
Тетяна Володимирівна Степанова (Карпенко) (нар. 2 листопада 1966)  — українська тренерка зі стрибків у висоту та бігу з бар'єрами, Заслужена тренерка України (2018), Заслужена працівниця фізичної культури і спорту України (2021). Особиста тренерка Ярослави Магучіх.

## Життєпис
Народилася Тетяна Степанова 2 листопада 1966 року в Дніпрі.  У минулому вона була кандидаткою в майстри спорту СРСР з бігу з бар'єрами на 400 метрів. Була вихованицею тренера Олега Миколайовича Зайченка.
Згодом закінчила Дніпропетровський державний інститут фізичної культури і спорту.
У 2011 році Степанова почала працювати у спортивній школі №3 у Дніпрі, де тренувалася її майбутня учениця Ярослава Магучіх. Спочатку вона була однією з двох тренерок Ярослави (разом з Оленою Куценко), поки майбутня рекордсменка світу згодом не обрала Степанову.
У 2015 році Степанова була тренеркою Микити Чесака, бігуна на 400 метрів з бар'єрами, фіналіста Чемпіонату Європи з легкої атлетики серед юніорів 2015 року.
У 2018 році Тетяна Степанова була відзначена тренерською нагородою від Європейської легкоатлетичної асоціації (European Athletics) "European Athletics Coach Award".
У 2021 році, під час скандалу навколо Ярослави, пов'язаного з її обіймами з олімпійською чемпіонкою та представницею російської армії Марією Ласіцкене під час фіналу літніх Олімпійських ігор 2020 року, Тетяна Степанова хотіла завершити тренерську кар'єру в Україні та переїхати до Німеччини, Росії, Кіпру чи Австрії, які пропонували їй працювати тренером зі стрибків у висоту, але пізніше вона вирішила залишитися в Україні.

## Нагороди
- Тренерська відзнака від Європейської легкоатлетичної асоціації "European Athletics Coaching Award" (2018)[14]
- Найкращий тренер року за версією Федерації легкої атлетики України (2018, 2019, 2021)[16][17][18]
- Заслужений тренер України (2018)[19]
- Заслужений працівник фізичної культури і спорту України (16 серпня 2021) — за досягнення високих спортивних результатів на ХХХІІ літніх Олімпійських іграх в місті Токіо (Японія), виявлені самовідданість та волю до перемоги, утвердження міжнародного авторитету України.[20]
- Найкращий тренер року за версією Національного олімпійського комітету України (2023, 2024)[21][22]
- Найкращий тренер року за версією Асоціації спортивних журналістів України (2023, 2024)[23][24]
- Орден княгині Ольги III ст. (23 серпня 2024) — за досягнення високих спортивних результатів на ХХХІІІ літніх Олімпійських іграх у місті Парижі (Французька Республіка), виявлені самовідданість та волю до перемоги, утвердження міжнародного авторитету України.[25]